# MSV Zeemacht (voetbal)
MSV Zeemacht is een Nederlandse voetbalclub uit de wijk De Schooten in Den Helder, opgericht in 1917. MSV staat voor Marine Sport Vereniging, waarmee wordt aangeduid dat het van oudsher de voetbalclub voor strijdkrachten van de Koninklijke Marine is. De traditionele uitrusting van MSV Zeemacht bestaat voornamelijk uit een rood-wit-blauw tenue.
Het standaardelftal komt uit in de Vijfde klasse zondag van het district West I (2020/21).

## Historie
Wanneer de sporters van de Koninklijke Marine in 1916 steeds meer behoefte krijgen in een eigen sportvereniging, wordt er tijdens de periode van de Eerste Wereldoorlog in de havenstad Den Helder op 1 januari 1917 de sportclub MSV Zeemacht opgericht. Aanvankelijk werd er de eerste decennia gespeeld op het Ankerpark bij de Marinehaven. Op het veld was MSV Zeemacht een bescheiden voetbalclub, maar de zaalvoetbaltak groeide uit tot een succesvolle zaalvoetbalclub en bereikte zelfs de Eredivisie.
In 1927 keerde MSV Zeemacht terug in de competitie van de NHVB.
Op 2 juni 1993 won Zeemacht met 2-1 de finale om de Noord-Hollandse afdelingsbeker tegen VV VVW.
De club kon in mei 1993/94 de titel van de Derde klasse A vieren. Dat is voor de eerste maal sinds vele magere jaren. In 1994/95 kon trainer Martin van Dijke wederom op de schouders; Zeemacht werd op de laatste speeldag door doelpunten van Arie van Driel en Frank Meskers kampioen van de Tweede klasse en promoveerde.
In het seizoen 1997/98 trok MSV Zeemacht zich terug uit de competitie van de Achtste klasse B. Nadat de voetbalclub sinds het einde van de jaren '90 enige tijd bijna was opgeheven (slechts 1 seniorenteam resteerde), zijn er sinds het seizoen 2005/06 weer veldvoetbalteams aanwezig. Besloten werd om de sportclub een open vereniging te maken voor zowel marinepersoneel als burgers. In het seizoen 2005/06 begon Zeemacht weer in de 5e klasse en behaalde de tweede plaats, waardoor de club promoveerde naar de vierde klasse van de KNVB. De Sailors speelt zijn wedstrijden op Sportpark de Schooten. Op zondag spelen er sinds het seizoen 2007/08 eveneens twee teams in de lagere reservecompetities.
In het seizoen 2009/2010 dwong het vlaggenschip onder leiding van trainer/coach Harald de Klerk promotie naar de derde klasse van de KNVB af.
Naast het 'vlaggenschip' kwam Zeemacht in het seizoen 2009/2010 ook uit met een tweede elftal, onder leiding van Robert Klein. Het tweede elftal bestaat voornamelijk uit jonge talenten die overkomen van verschillende verenigingen. Ook bestaat er sinds 2011 weer een damesteam en sinds 2014 een juniorenteam. Met deze stap wil de afdeling veldvoetbal haar ambities uitspreken en doorgroeien naar een stabiele veldvoetbalafdeling. Mede door de komst van een tweede elftal op zaterdag hoopt het afdelingsbestuur op meer stabiliteit.
In 2017 maakte MSV Zeemacht de overstap van het zaterdag- naar het zondagvoetbal en startte zodoende vanuit de Vijfde klasse.
In de zomer van 2023 stond MSV Zeemacht in de finale van het Helders voetbalkampioenschap. Na het seizoen 2023/24 degradeerde de club echter uit de Vierde klasse.

## Externe link

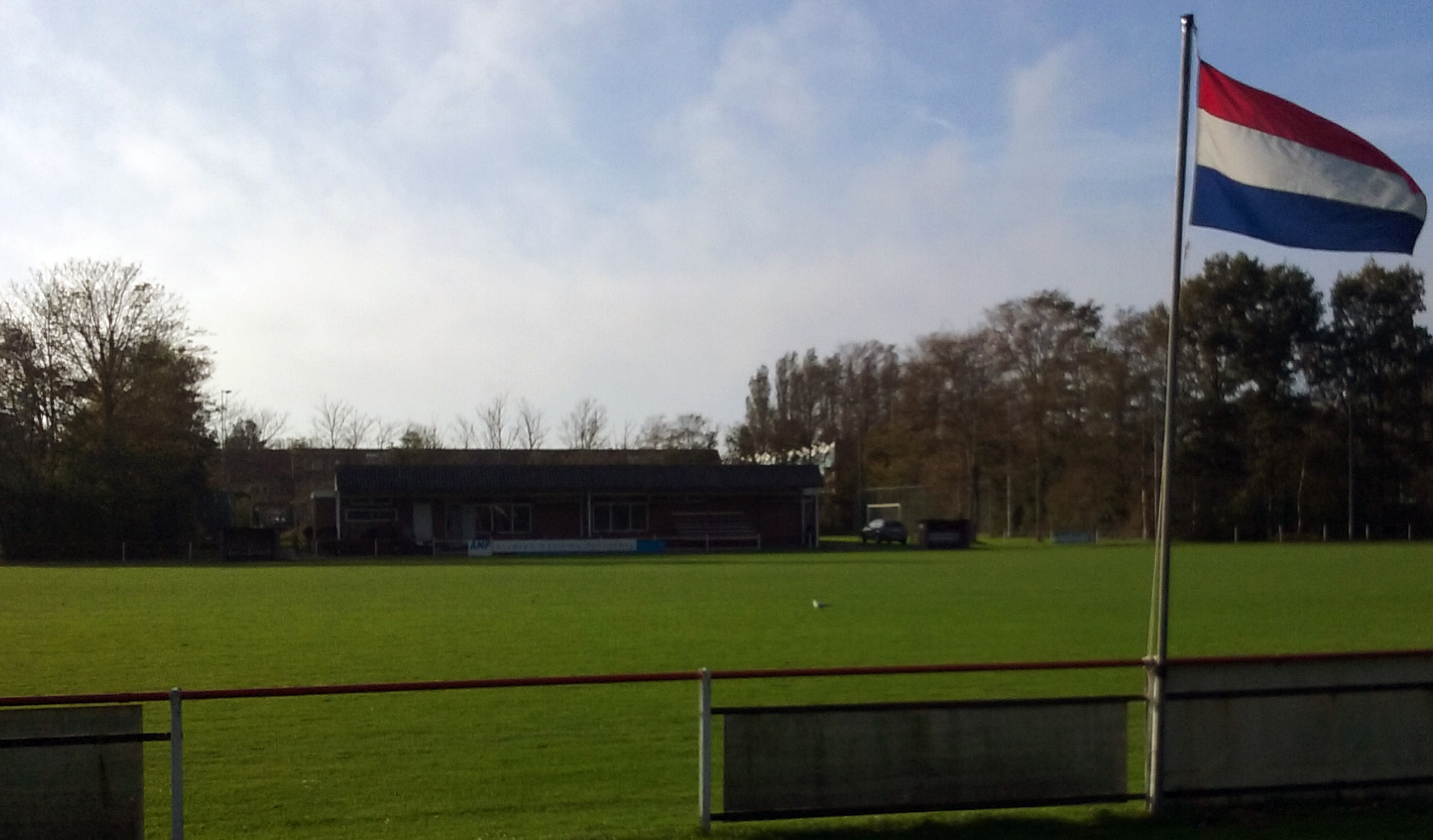
Hoofdveld van MSV Zeemacht op Sportpark De Schooten.

## Erelijst
| Competitie                     | Winnaar | Winnaar    | Runner up | Runner up  |
| Competitie                     | Aantal  | Jaren      | Aantal    | Jaren      |
| ------------------------------ | ------- | ---------- | --------- | ---------- |
| Nationaal (KNVB)               |         |            |           |            |
| Vierde klasse                  | 2×      | 2007, 2013 | 1×        | 2010       |
| Vijfde klasse                  | 1×      | 2022       | 1×        | 2006       |
| Provinciaal (NHVB)             |         |            |           |            |
| Noord-Hollandse afdelingsbeker | 1×      | 1993       |           |            |
| Eerste klasse                  | 1×      | 1978       |           |            |
| Tweede klasse                  | 1×      | 1995       |           |            |
| Derde klasse                   | 1×      | 1994       |           |            |
| Communaal (HVB)                |         |            |           |            |
| Helders kampioenschap          |         |            | 2×        | 2019, 2023 |

## Competitieresultaten 1937–2019
| 6 1D |

| 7 1D |

|  |

| 8 1D |

|  |

| 8 1C |

|  |

| 10 1C |

| 9 1C |

|  |

|  |

|  |

|  |

|  |

|  |

|  |

|  |

|  |

|  |

|  |

| 12 |

| 1 1A |

|  |

|  |

|  |

|  |

|  |

|  |

|  |

|  |

| 7 1A |

| 7 1A |

| 3 1A |

| 12 1A |

|  |

| 3 3A |

| 1 3A |

| 1 2A |

|  |

| 2 5B |

| 1 4A |

| 12 3A |

| 10 4A |

| 2 4A |

| 13 3A |

| 6 4A |

| 1 4A |

| 10 3A |

| 8 3A |

| 10 3A |

| 13 3A |

| 6 5A |

| 5 5A |

| - 5A |

| - 5A |

| 1 5A |

| 4A |

| Derde klasse | Vierde klasse | Vijfde klasse | Hoofdklasse NHVB | Eerste klasse NHVB | Tweede klasse NHVB | Derde klasse NHVB |

- 1937-19..: Zondagvoetbal
- 19..–2017: Zaterdagvoetbal
- 2017-heden: Zondagvoetbal

In elke staaf van de grafiek staat van boven naar beneden vermeld: 
- Eindnotering

Dit is de positie die de club heeft bereikt in de competitie, zonder eventuele beslissings-, play-off- of nacompetitiewedstrijden die nodig zijn geweest om bijvoorbeeld de kampioen van de competitie te bepalen.
Indien een * achter het getal staat is de notering een tussenstand en kan het zijn dat de notering niet overeenkomt met de uiteindelijke eindstand van de competitie.
Staat er een - dan is het seizoen nog bezig en is er geen definitieve uitslag bekend.
Staat er xx op de positie van de notering, dan heeft de club vroegtijdig de competitie verlaten. Dit kan onder andere komen door terugtrekking van het team, faillissement van de club of door een uitgedeelde straf van de KNVB. In veel gevallen staat elders in het artikel de reden vermeld.
Staat er een ? dan is het resultaat uit het verleden onbekend, en is alleen de competitie of het niveau bekend van dat seizoen.
In de seizoenen 2019/20 en 2020/21 werd wegens de coronacrisis het amateurvoetbal afgebroken. Daardoor kennen deze staven geen eindklassering (middels -- weergegeven).
- Competitieniveau en afdelingsletter of Officiële eindstand Eredivisie
  - Competitieniveau en afdelingsletter

Hierbij geeft het getal het niveau weer, dat ook terug te vinden is in de legenda. De letter is de afdelingsaanduiding en wordt gebruikt wanneer er meer afdelingen zijn op hetzelfde niveau. De afdelingsletter is altijd een hoofdletter en wordt meestal zonder nummer gebruikt.
Voorbeeld: 2F is niveau 2e klasse competitie F.
Het competitieniveau en nummer wordt niet vermeld wanneer er slechts één competitie van dit niveau was.
  - Officiële eindstand Eredivisie (getal staat tussen haakjes vermeld)

Sinds de introductie van play-offwedstrijden voor Europees voetbal na afloop van de reguliere competitie in 2005/06, is de KNVB verplicht een eindstand van de Eredivisie door te geven aan de UEFA aan de hand van deze play-offwedstrijden.
Bij deze eindstand staan clubs die zich hebben gekwalificeerd voor Europees voetbal hoger dan clubs die zich niet wisten te kwalificeren. Indien er geen verschil was tussen de eindnotering en de officiële eindstand, staat dit getal niet vermeld.

- Onderafdeling

Hier staat afgekort de naam van de onderafdeling indien de club in dat jaar in een onderafdeling uitkwam. Tevens staat deze afkorting in de legenda en wordt gelinkt naar het artikel over deze onderafdeling. Deze afkorting wordt alleen vermeld wanneer de club in het verleden in verschillende onderafdelingen heeft gespeeld. Deze vermelding is in de staaf altijd in kleine letters. Deze onderafdelingen zijn na het seizoen 1995/96 afgeschaft. Heeft de club in slechts één onderafdeling gespeeld, dan is dit alleen terug te vinden in de legenda.
Onder de staaf staat het jaartal vermeld waarin het seizoen is afgesloten. 15 verwijst naar het seizoen 2014/15 of eventueel het seizoen 1914/15.
Wanneer een staaf leeg is, zijn deze gegevens niet bekend. Het kan ook zijn dat de club dat seizoen niet heeft meegespeeld op het hogere amateurniveau, vroegtijdig de competitie heeft verlaten of uit de competitie is gezet.

In het seizoen 1944/45 was er wegens de Tweede Wereldoorlog geen regulier competitievoetbal.